# Arzys
Arzys (ukrainisch und russisch Арциз, deutsch Arzis, rumänisch Arciz oder selten Arșița, türkisch Artsız oder Arsız) ist eine Stadt im Süden der Ukraine und war bis Juli 2020 das administrative Zentrum des gleichnamigen Rajons Arzys in der Oblast Odessa mit etwa 14.200 Einwohnern.
Arzys liegt auf einer Höhe von 15 m am Zusammenfluss des Tschaha (Чага) mit dem Kohylnyk, etwa 113 Kilometer südwestlich von Odessa. Durch die Stadt verläuft die Territorialstraße T–16–27.

## Geschichte

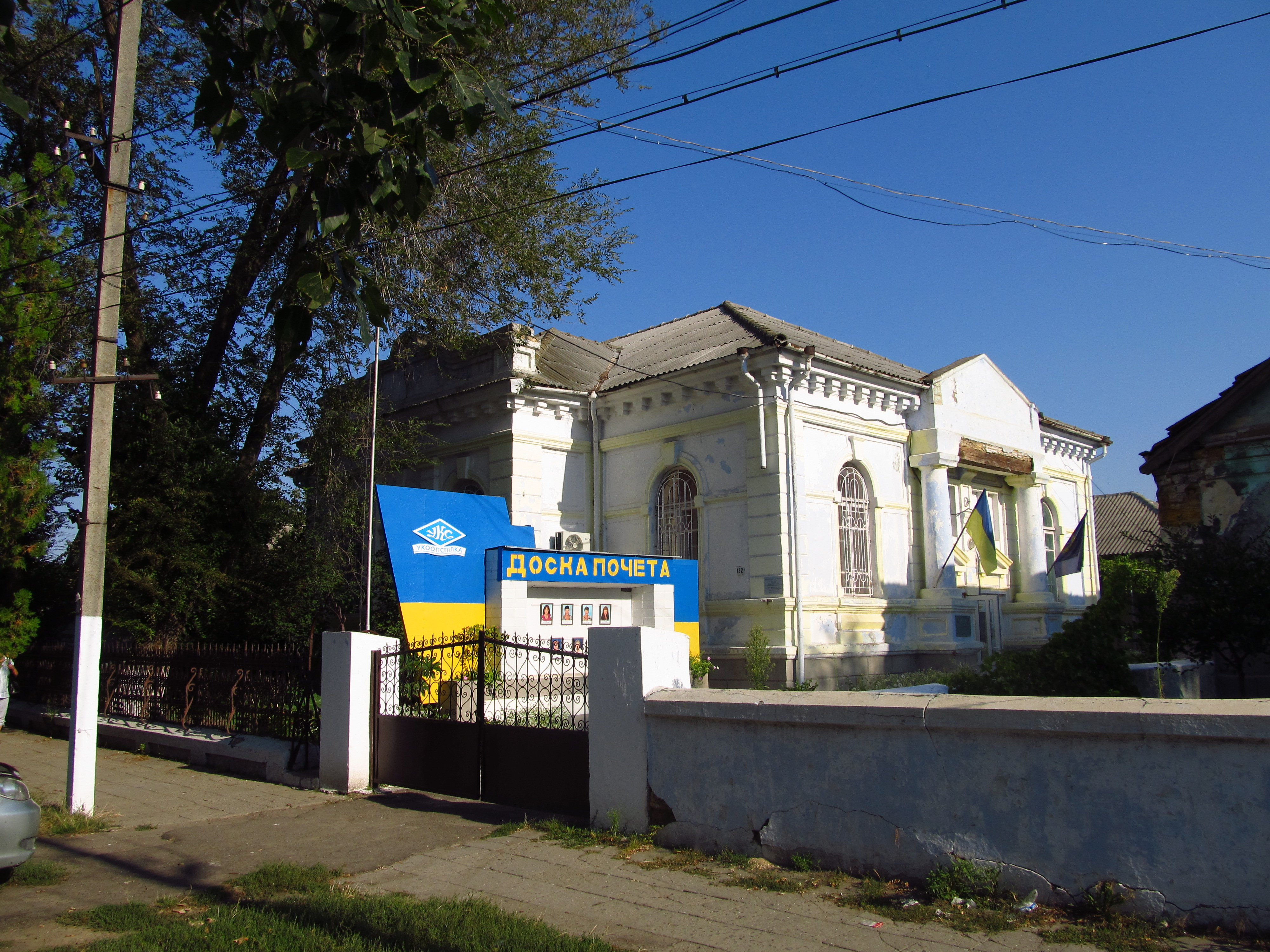
Herrenhaus aus dem späten 19. Jahrhundert

Der Ort liegt in der historischen Landschaft Bessarabien. Das Gebiet von Bessarabien kam 1812 im Frieden von Bukarest vom osmanischen Vasallenstaat Fürstentum Moldau zusammen mit dem Budschak an das Russische Kaiserreich. Die Neuerwerbung wurde als Kolonisationsgebiet behandelt und zunächst dem Generalgouverneur von Neurussland zugeordnet. Kaiser Alexander I. rief in einem Manifest von 1813 deutsche Kolonisten ins Land, um die neu gewonnenen Steppengebiete in Neurussland zu kolonisieren. Hier gründeten 1816 deutsche Auswanderer Arzis als Kolonie 14 am Zusammenfluss von Kogälnik (Kohylnyk) und Tschaga. Der Ort gehört zu den 24 bessarabiendeutschen Mutterkolonien. Sie wurden von Einwanderern gegründet, während Tochterkolonien später von Bewohnern der Mutterkolonien gegründet wurden. Die Auswanderer, die sich hier 1816 niederließen, stammten aus dem Gebiet Preußisch-Polen im Königreich Polen. Die erste Gruppe von 82 Familien kam aus dem Stadtbezirk Kulm, die zweite Gruppe aus der Provinz Kalisch. Der Ortsname Arzis wurde von der russischen Ansiedlungsbehörde vorgegeben und erinnert an die Schlacht von Arcis-sur-Aube zwischen den Verbündeten und Napoleon beim französischen Ort Arcis-sur-Aube.
In den ersten Jahren erlitt die Ansiedlung Arzis, auch durch Missernten, erhebliche Rückschläge. 1824 teilte sich der Ort Neu-Arzis als Tochterkolonie ab, da die Felder bis zu 10 km vorm Dorf lagen. Einer Pest-Epidemie fielen 1829 180 und der Cholera 280 zum Opfer. Im 20. Jahrhundert entstand Einzelhandel und eine kleine Industrie im Ort mit Tuchfabriken, Färbereien und Fabriken für landwirtschaftliche Maschinen.
Die sich schnell entwickelnde Siedlung gehörte bis 1918 zum Russischen Reich, kam dann zum Königreich Rumänien. Nach der sowjetischen Besetzung Bessarabiens im Sommer 1940, gedeckt vom Hitler-Stalin-Pakt, schlossen sich die bessarabiendeutschen Ortsbewohner im Herbst 1940 der Umsiedlung ins Deutsche Reich unter dem Motto Heim ins Reich an. 1941 bis 1944 war Arzys von Rumänien besetzt, danach war der Ort ein Teil der Ukrainischen SSR. Seit 1963 hat Arzys das Stadtrecht. Nach dem Zerfall der Sowjetunion 1991 wurde die Stadt Teil der unabhängigen Ukraine. Beim russischen Überfall auf die Ukraine gab es am 5. Dezember 2022 einen russischen Raketeneinschlag im Ort, bei dem zwei Häuser zerstört und zwei Menschen verletzt wurden. An dem Tag hatte die russische Armee mit sieben Raketen ein Umspannwerk im über 100 km entfernten Odessa angegriffen.

## Verwaltungsgliederung
Am 12. Juni 2020 wurde die Stadt zum Zentrum der neugegründeten Stadtgemeinde Arzys (Арцизька міська громада/Arzyska miska hromada), zu dieser zählen auch noch die 11 in der untenstehenden Tabelle angeführten Dörfer sowie die Ansiedlung Nowocholmske, bis dahin bildete sie die gleichnamige Stadtratsgemeinde Arzys (Арцизька міська рада/Arzyska miska rada) im Zentrum des Rajons Arzys.
Seit dem 17. Juli 2020 ist sie ein Teil des Rajons Bolhrad.
Folgende Orte sind neben dem Hauptort Arzys Teil der Gemeinde:
| Name                     | Name          | Name                             | Name                          |
| ukrainisch transkribiert | ukrainisch    | russisch                         | rumänisch                     |
| ------------------------ | ------------- | -------------------------------- | ----------------------------- |
| Cholmske                 | Холмське      | Холмское (Cholmskoje)            | Selioglu                      |
| Delen                    | Делень        | Делены (Deleny)                  | Deleni                        |
| Hlawani                  | Главані       | Главаны (Glawany)                | Glăvani                       |
| Kamjanske                | Кам'янське    | Каменское (Kamenskoje)           | Taşlâc                        |
| Nadeschdiwka             | Надеждівка    | Надеждовка (Nadeschdowka)        | Hoffnungsfeld                 |
| Nowa Iwaniwka            | Нова Іванівка | Новая Ивановка (Nowaja Iwanowka) | Ivăneștii-Noui                |
| Nowocholmske             | Новохолмське  | Новохолмское (Nowocholmskoje)    | -                             |
| Nowoseliwka              | Новоселівка   | Новоселовка (Nowoselowka)        | Ferşampenuazul-Mic (Neu-Elft) |
| Plozk                    | Плоцьк        | Плоцк                            | Plosca, Ploţc                 |
| Prjamobalka              | Прямобалка    | Прямобалка                       | Denevitz                      |
| Sadunajiwka              | Задунаївка    | Задунаевка (Sadunajewka)         | Dunareanca                    |
| Wynohradiwka             | Виноградівка  | Виноградовка (Winogradowka)      | Burgugi                       |

## Söhne der Stadt
- Friedrich Gustav Bienemann (1860–1915), deutschbaltischer Historiker
- Wilhelm Kappel (1929–2022), Maiszüchter